# Вукотићи (Олово)
Вукотићи је насељено место у Босни и Херцеговини у општини Олово у Зеничко-добојском кантону које административно припада Федерацији Босне и Херцеговине. Према последњем попису становништва из 2013. у насељу је живелo 268 становника.

## Географија
Насеље се налази на надморској висини од 764 метра, површине 7,5 km², са густином насељености 	35,73 становника по km².

## Становништво
| Националност | 1971.        | 1981.        | 1991.        | 2013.        |
| Муслимани*   | 258 (100,0%) | 334 (99,70%) | 371 (100,0%) |              |
| Југословени  |              | 1 (0,299%)   |              |              |
| Укупно       | 258 (100,0%) | 335 (100,0%) | 371 (100,0%) | 268 (100,0%) |

- Муслимани се данас углавном изјашњавају као Бошњаци.